# Jace Everett
Jace Everett (1972, Evansville, Indiana, Estados Unidos) é um músico norte americano de country.
Assinou contrato com a Epic Records em 2005, tendo lançado o seu single de estreia "That's the Kind of Love I'm In" no mesmo ano, tendo atingido o nº 51 da Billboard Hot Country Songs, sendo o primeiro single do seu álbum homónimo. Co-escreveu igualmente o tema de Josh Turner que chegou a número 1, "Your Man". A sua música "Bad Things" foi escolhida para o tema de abertura da série de televisão do canal HBO True Blood. Em 2009, lançou o seu terceiro álbum de estúdio, Red Revelations, sob o selo da Weston Boys.

## Biografia
Jace Everett nasceu em Evansville, Indiana a 7 de Janeiro de 1974. O trabalho de seu pai levou-os a diversos lugares; Indianápolis, Carmel e mais tarde St. Louis, Missouri antes de mudarem-se para Fort Worth, Texas com a idade de seis anos. Começou a tocar música country na igreja e na escola. Mais tarde mudou-se para Nashville, Tennessee para ingressar na Universidade de Belmont.
Em 2005, Jace assinou um contrato com a Epic Records, tendo lançado o seu primeiro single, "That's The Kind of Love I'm In", em Junho de 2005. A música atingiu o nº 51 das paradas de country, sendo seguido no início de 2006 pelo lançamento do seu álbum homónimo de estreia. Também em 2006, Josh Turner atingiu o nº 1 das paradas country com a música "Your Man", tendo recebido o Broadcast Music Incorporated Award. Os outros singles do disco, "Bad Things," "Nowhere in the Neighborhood" e "Everything I Want" não chegaram às paradas nos Estados Unidos, embora o single "Bad Things" atingisse o nº 49 da UK Singles Chart em Novembro de 2009.
"Bad Things" é o tema de abertura da série de televisão True Blood, do canal HBO. Ganhou em 2009 o Broadcast Music Incorporated Award na categoria de televisão por cabo e foi nomeada para o Scream Award na categoria "Best Scream Song of the Year". O seu mais recente álbum Red Revelations, foi lançado em Junho de 2009.

## Discografia

### Álbuns de estúdio
| Ano  | Detalhes                                                                         |
| ---- | -------------------------------------------------------------------------------- |
| 2006 | Jace Everett - Lançamento: 7 de Março de 2006 - Gravadora: Epic Records          |
| 2007 | Old New Borrowed Blues - Lançamento: 11 de Novembro de 2008 - Gravadora: Phantom |
| 2009 | Red Revelations - Lançamento: 23 de Junho de 2009 - Gravadora: Weston Boys       |

### Singles
| Ano  | Single                           | Posições   | Posições | Álbum        |
| Ano  | Single                           | US Country | UK       | Álbum        |
| ---- | -------------------------------- | ---------- | -------- | ------------ |
| 2005 | "That's the Kind of Love I'm In" | 51         | —        | Jace Everett |
| 2005 | "Bad Things"                     | —          | —        | Jace Everett |
| 2006 | "Nowhere in the Neighborhood"    | —          | —        | Jace Everett |
| 2006 | "Everything I Want"              | —          | —        | Jace Everett |
| 2009 | "Bad Things" (lançamento RU)     | —          | 49       | Jace Everett |